# Alessandro Franceschi (scultore)
Alessandro Franceschi (Montasico, 22 febbraio 1789 – Bologna, 27 maggio 1834) è stato uno scultore italiano.

## Biografia

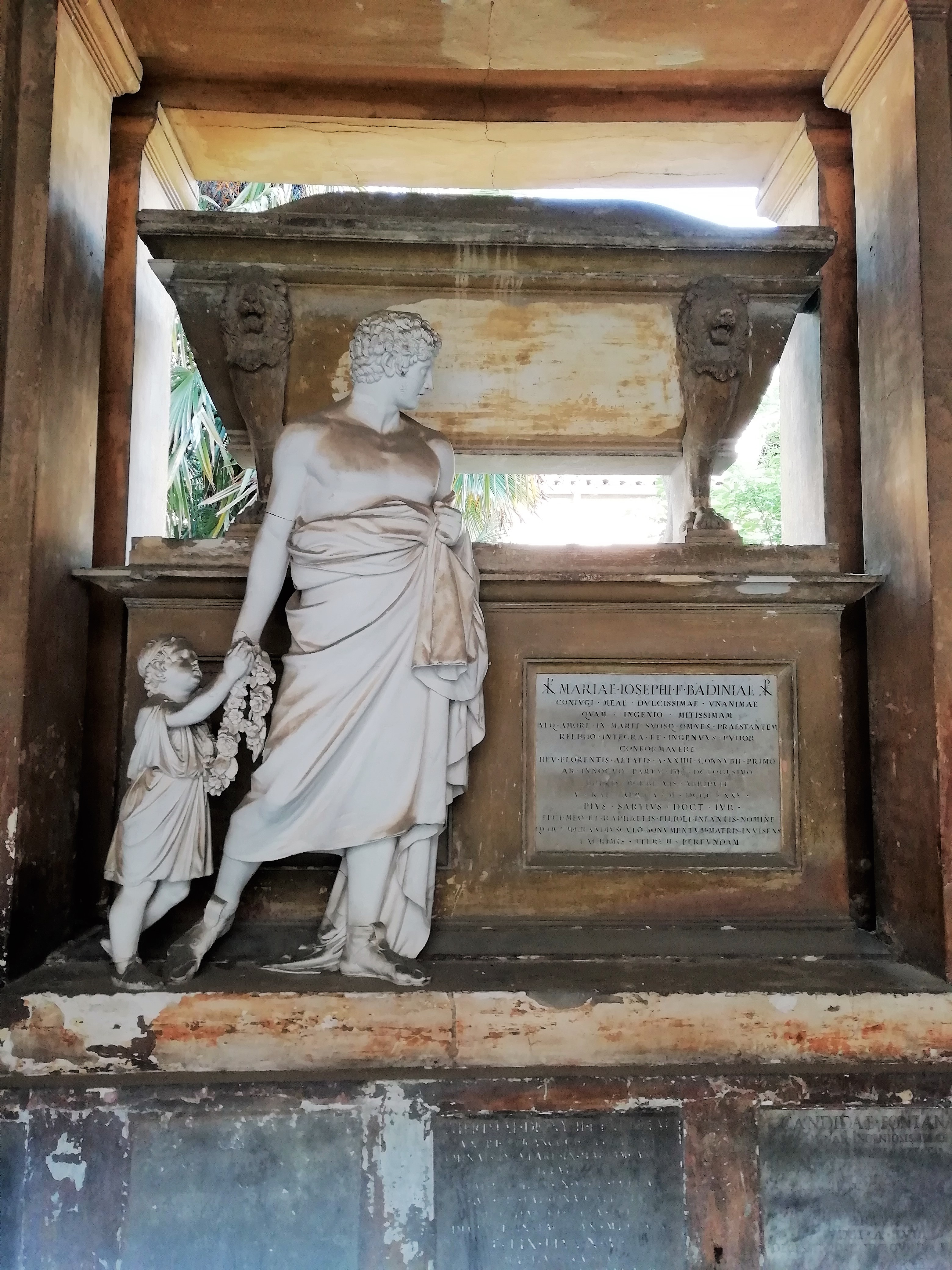
Monumento Badini, del 1826 circa, nel Loggiato delle Tombe della Certosa di Bologna.

Alessandro Franceschi, promettente allievo all'Accademia di belle arti di Bologna di Giovanni Battista Frulli e Giacomo De Maria, proseguì la sua formazione con alcuni anni di alunnato a Roma e Firenze.
Iniziò quindi ad operare come scultore funerario nel cimitero della Certosa. L'esecuzione del monumento di Francesco Arrighi senza il consenso accademico gli allienò molte simpatie dei colleghi, ma la stima tornò con i lavori successivi.
Nella sua breve carriera, Franceschi ha lasciato ventisei opere funerarie in Certosa e alcune rare sculture nelle chiese bolognesi. L'iniziale maniera neoclassica - messa in pratica anche nel frontone di Villa Aldini dove lo scultore lavorò assieme a De Maria - evolse in uno stile purista, ricco di raffinatezze esecutive, che gli valsero gli elogi del toscano Lorenzo Bartolini.
Non riuscì ad eseguire l'ultima commissione affidatagli, un busto di papa Gregorio XVI per la Sala del Consiglio bolognese, che venne quindi affidata a Cincinnato Baruzzi. 
Alessandro Franceschi è sepolto in Certosa, nel braccio ovest del portico sud del Chiostro VI. Il suo monumento funebre fu realizzato da Cesare Gibelli, suo allievo.
È stato considerato, assieme a Giovanni Putti e a Cincinnato Baruzzi, il caso più interessante della scultura bolognese nella prima metà dell'Ottocento.

Monumenti funebri nella Certosa di Bologna
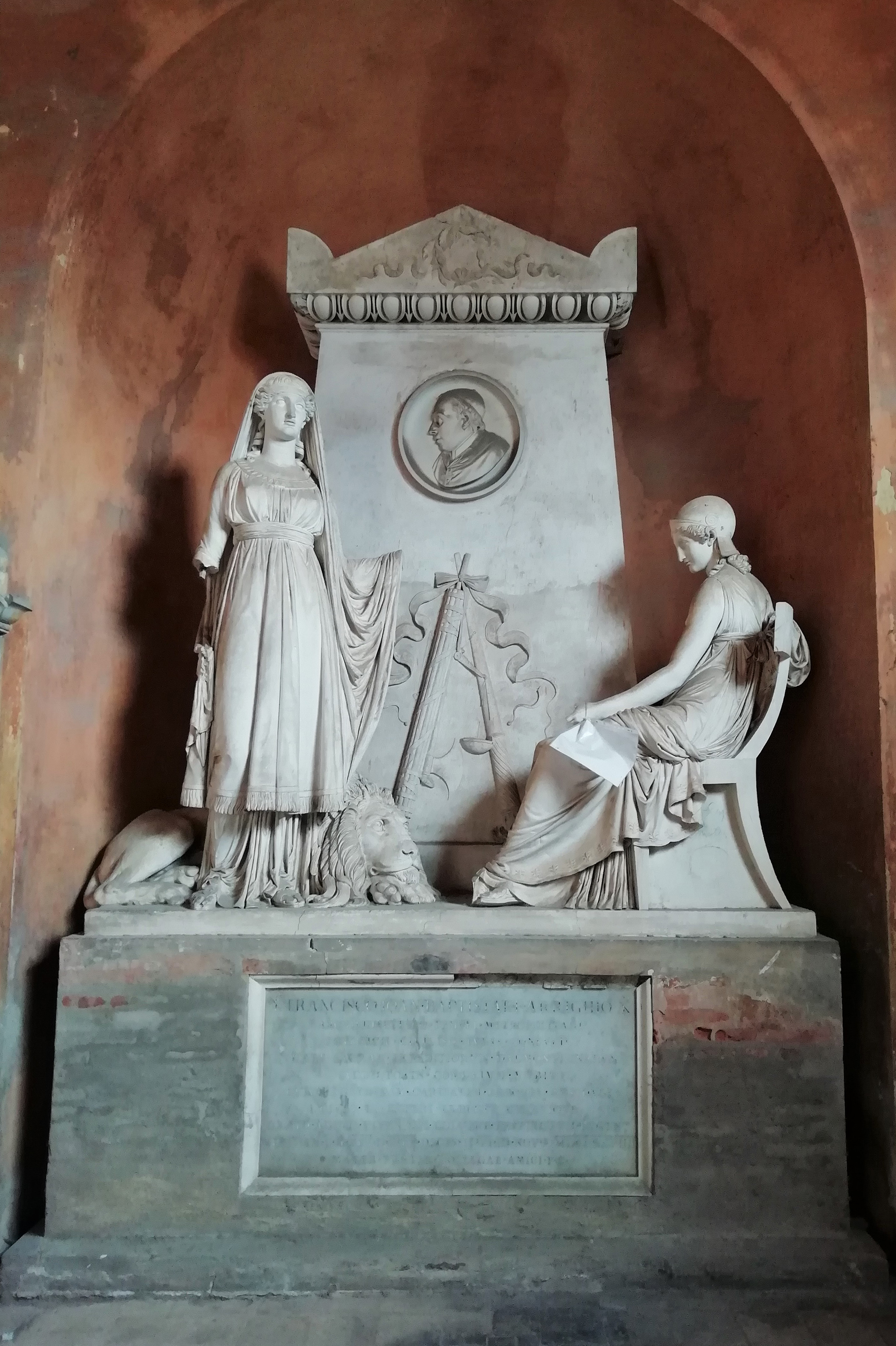
Monumento Arrighi
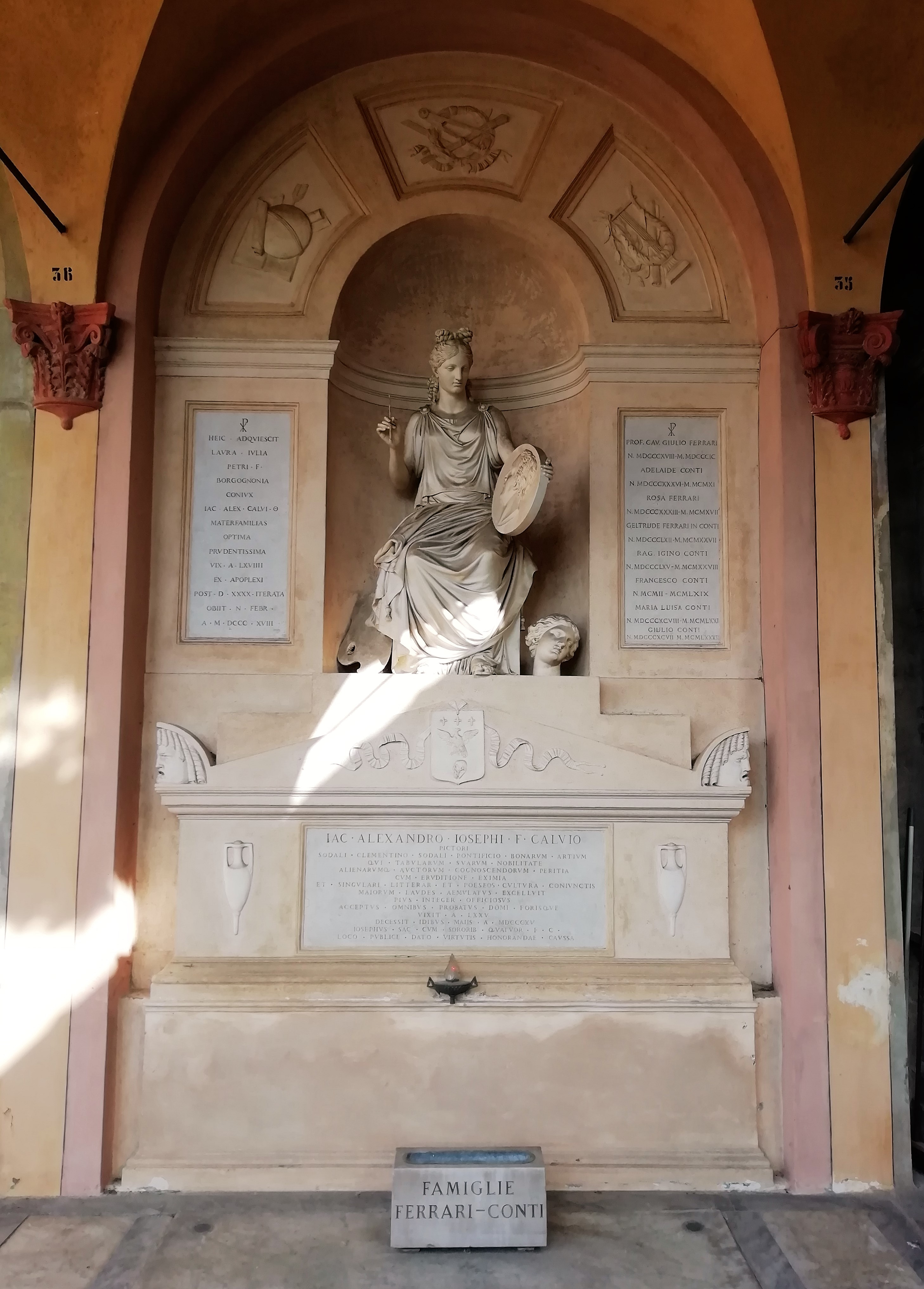
Monumento Calvi
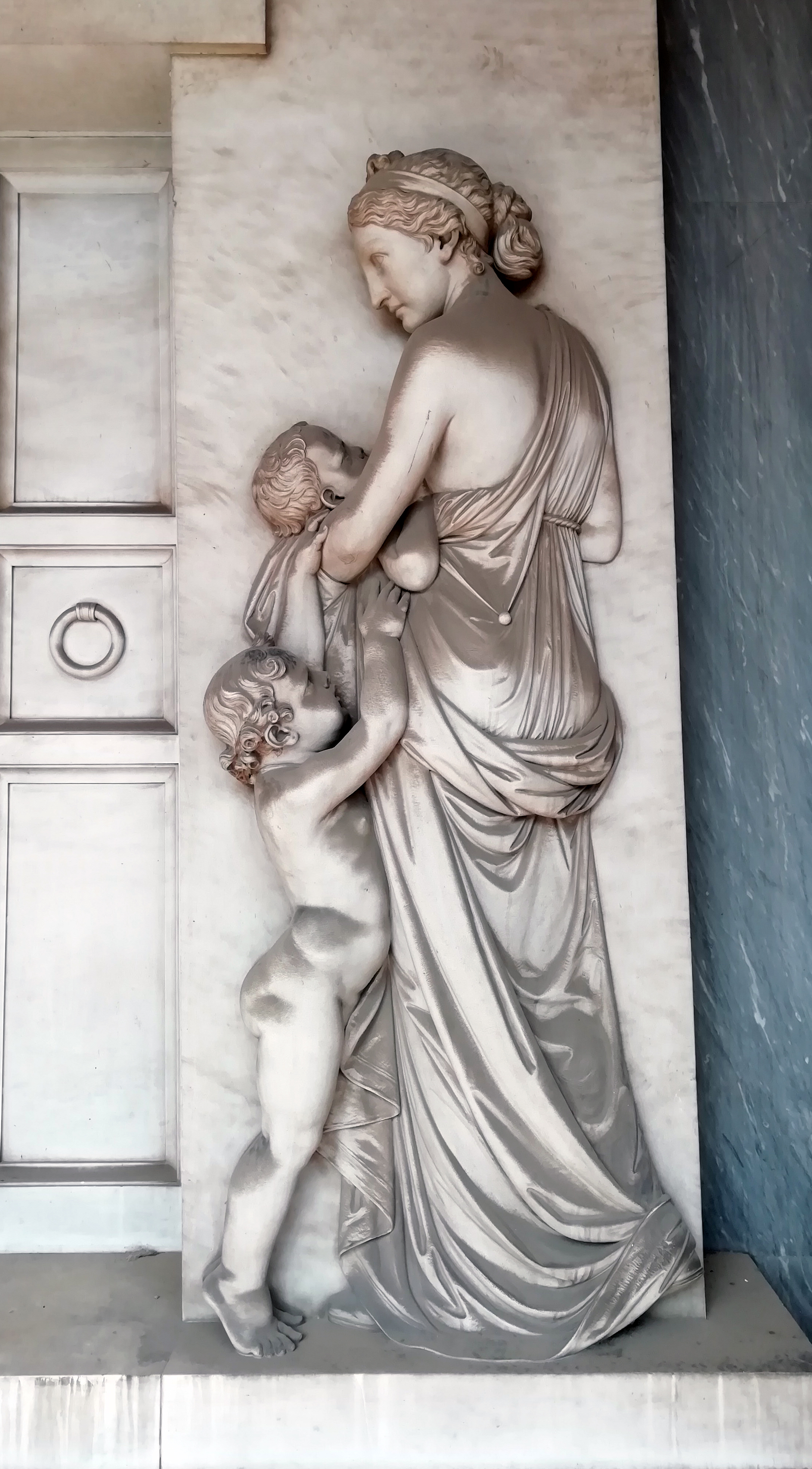
Monumento Zambeccari Zanchini, dettaglio della Carità
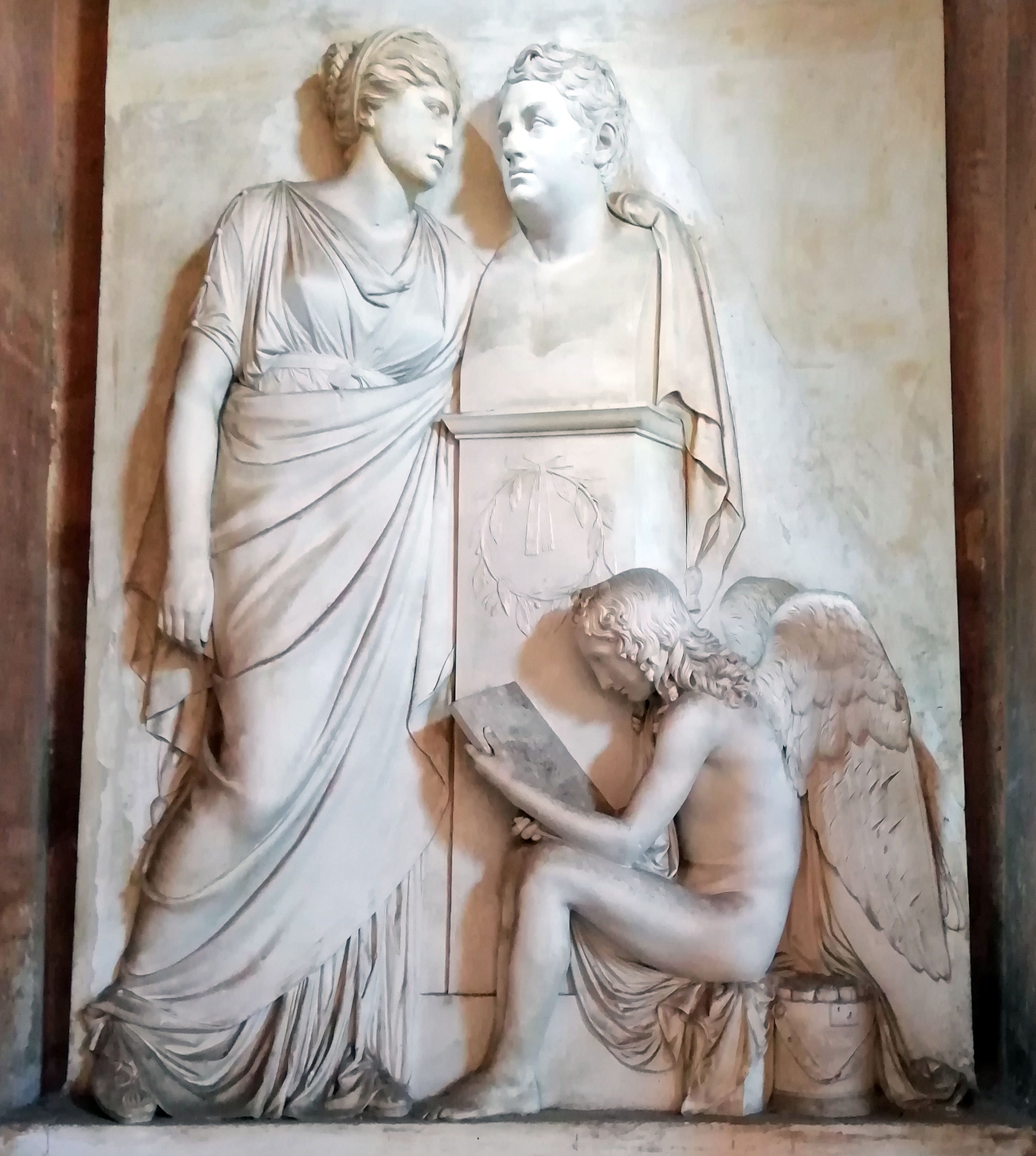
Monumento Giacomelli, dettaglio
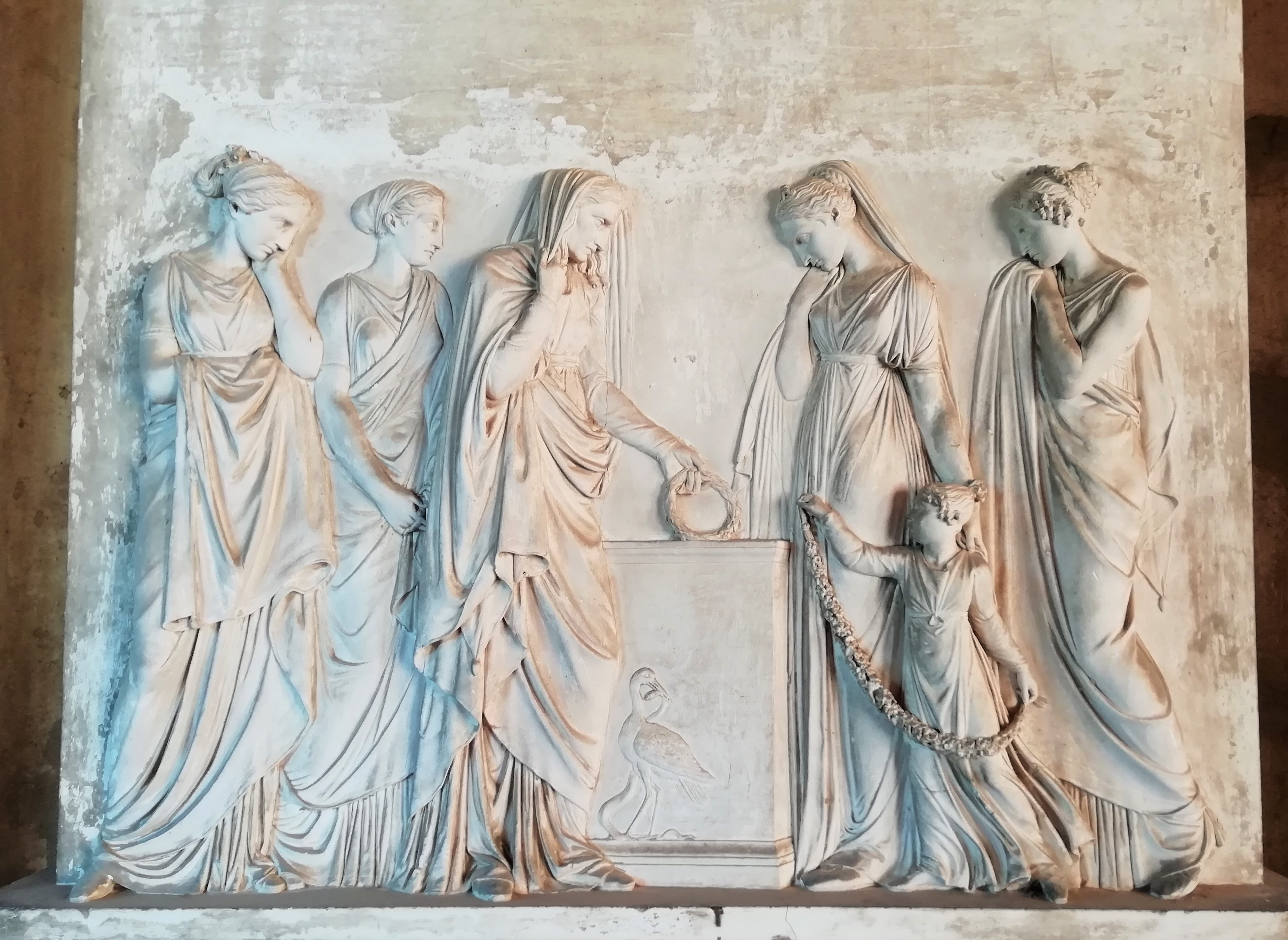
Monumento Giro, dettaglio
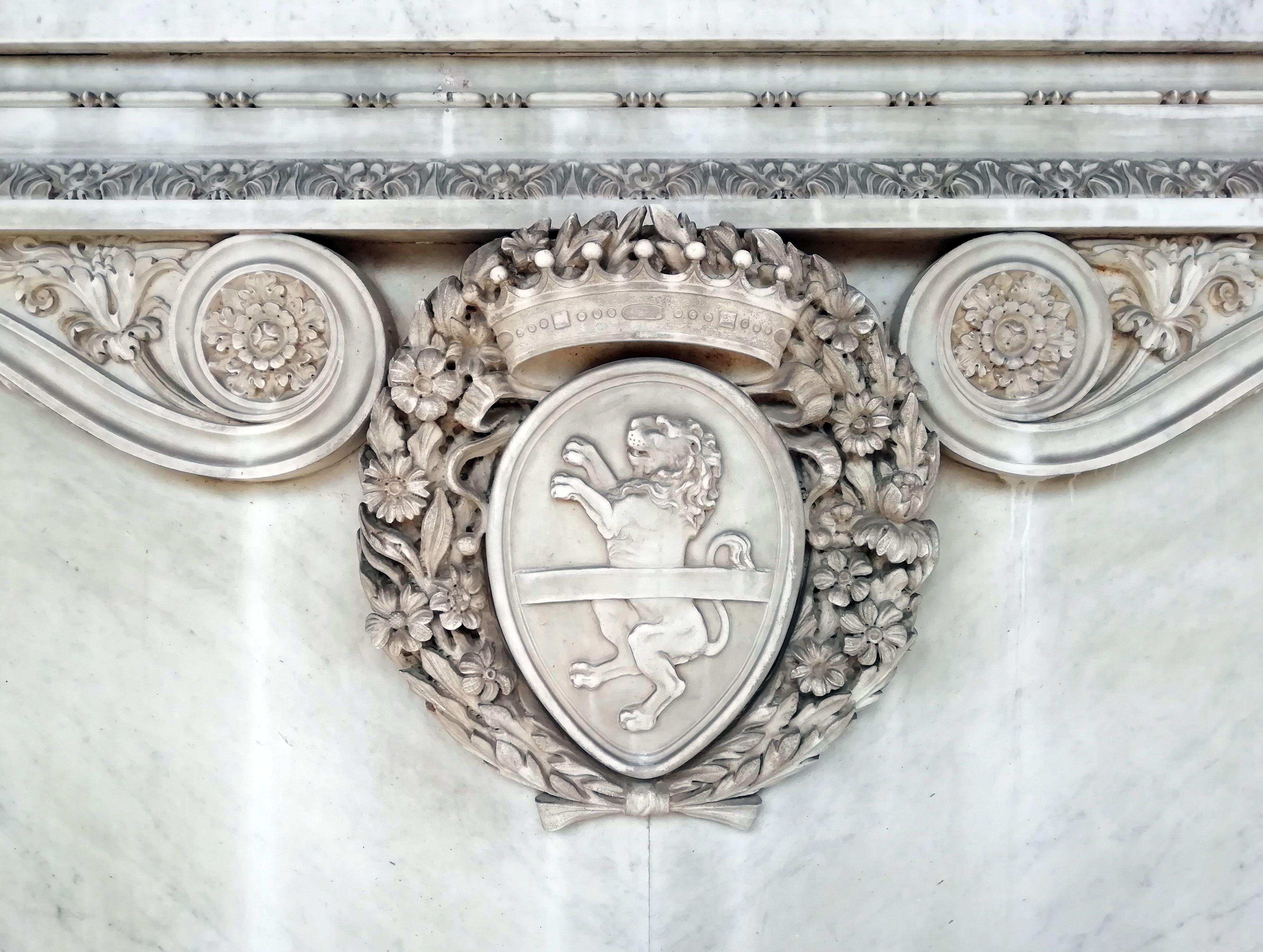
Monumento Isolani Lupari, dettaglio
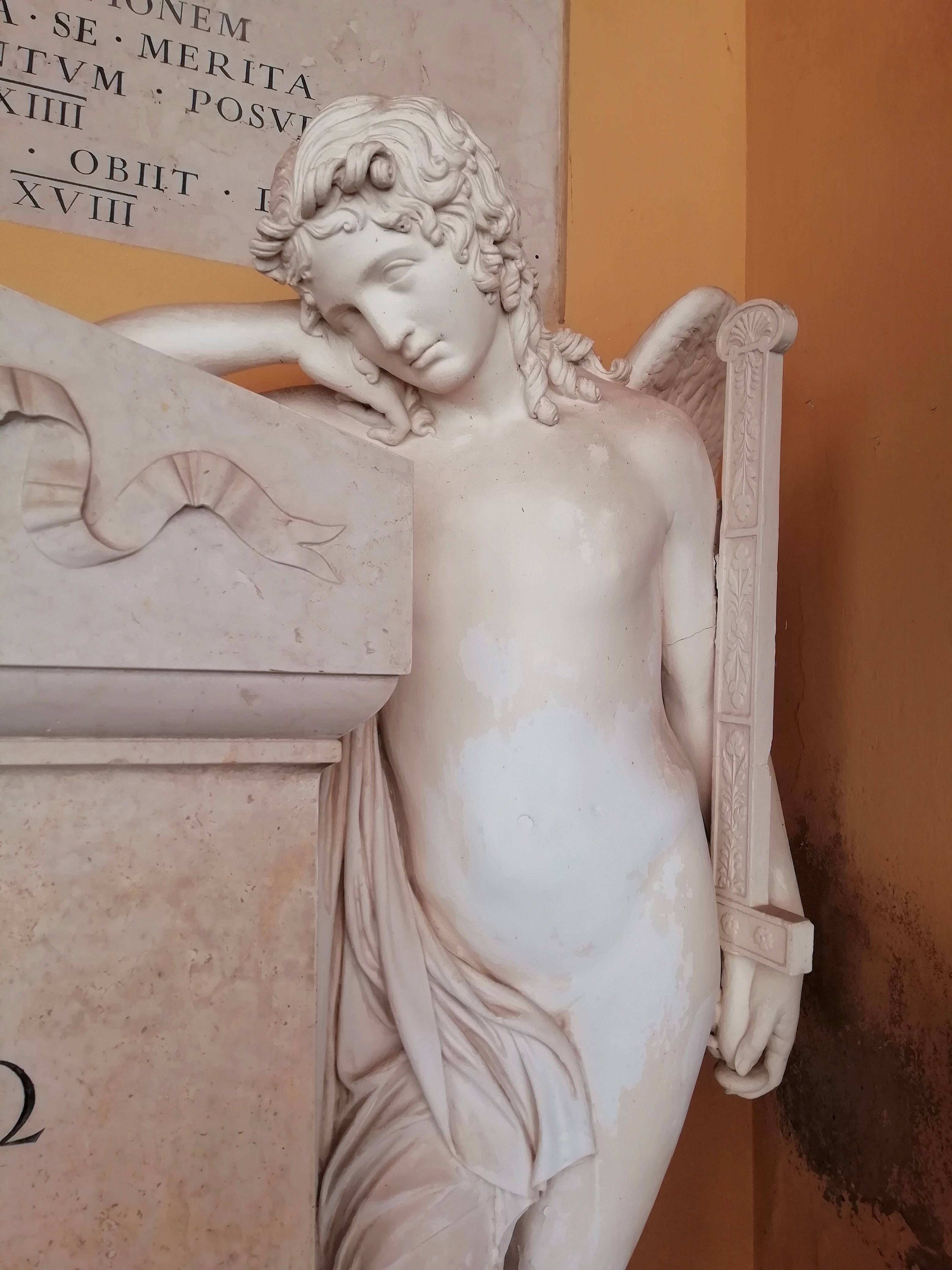
Monumento Persiani Calletti, dettaglio